# 藤森文雄
藤森 文雄 （ふじもり ふみお、1949年1月5日 - ）は、日本の技術者、実業家。アイシン精機代表取締役社長や、同社代表取締役副会長を務めた。藍綬褒章受章。

## 人物・経歴
三重県出身。1971年岡山大学工学部機械工学科卒業、アイシン精機入社。一貫して現場での製品開発を担当し、1994年技術企画室副室長に就任。1997年取締役第一開発部長。2005年取締役副社長。2009年から代表取締役社長を務め、中国に開発拠点の設置を行うなどした。2012年秋の叙勲で藍綬褒章受章。2015年豊田幹司郎代表取締役会長の下、アイシン精機代表取締役副会長に就任。